# Barbara Scofield
Cet article concerne la joueuse de tennis. Pour la photojournaliste, voir Barbara Davidson (photojournaliste).
Pour les articles homonymes, voir Scofield et Davidson.
Barbara Scofield, née le 24 juin 1926 à San Francisco et morte le 31 janvier 2023, est une joueuse de tennis américaine de l'après-guerre. Elle est aussi connue sous son nom de femme mariée, Barbara Scofield-Davidson.
Aux côtés de l'Argentin Enrique Morea, elle s'est notamment imposée en double mixte à Roland Garros en 1950, y atteignant la finale du double dames l'année suivante avec Beryl Bartlett.

## Palmarès (partiel)

### Titre en simple dames
| No | Date       | Nom et lieu du tournoi                          | Catégorie | Surface      | Finaliste     | Score         |  |
| -- | ---------- | ----------------------------------------------- | --------- | ------------ | ------------- | ------------- |  |
| 1  | 01-08-1955 | Eastern Grass Court Championships, South Orange |           | Gazon (ext.) | Barbara Breit | 6-4, 1-6, 6-1 |  |

### Titres en double dames
| No | Date       | Nom et lieu du tournoi                         | Catégorie | Surface      | Partenaire            | Finalistes                          | Score         |          |
| -- | ---------- | ---------------------------------------------- | --------- | ------------ | --------------------- | ----------------------------------- | ------------- | -------- |
| 1  | 18-07-1948 | Swedish International Båstad                   |           | Terre (ext.) | Rita Anderson         | Britt Carlgren Jadwiga Jędrzejowska | 4-6, 6-0, 6-2 | Parcours |
| 2  | 18-09-1950 | US Hard Court Championships Berkeley           |           | Dur (ext.)   | Patricia Canning Todd | Magda Rurac Wilma Smith             | 6-2, 6-4      | Parcours |
| 3  | 05-08-1957 | Eastern Grass Court Championships South Orange |           | Gazon (ext.) | Patricia Canning Todd | Janet Hopps Diane Wootton           | 6-1, 6-1      |          |

### Finales en double dames
| No | Date       | Nom et lieu du tournoi               | Catégorie | Surface      | Vainqueures                   | Partenaire      | Score         |          |
| -- | ---------- | ------------------------------------ | --------- | ------------ | ----------------------------- | --------------- | ------------- | -------- |
| 1  | 1946       | Cincinnati tournament Cincinnati     |           | Dur (ext.)   | Mary Prentiss Shirley Fry     | Virginia Kovacs | 6-3, 6-4      |          |
| 2  | 23-05-1951 | Internationaux de France Paris       | G. Chelem | Terre (ext.) | Shirley Fry Doris Hart        | Beryl Bartlett  | 10-8, 6-3     | Parcours |
| 3  | 22-09-1957 | Pacific Coast Championships Berkeley |           | Dur (ext.)   | Mary Bevis Hawton Janet Hopps | Louise Brough   | 3-6, 6-4, 6-2 | Parcours |

### Titre en double mixte
| No | Date       | Nom et lieu du tournoi         | Catégorie | Surface      | Partenaire    | Finalistes                         | Score   |          |
| -- | ---------- | ------------------------------ | --------- | ------------ | ------------- | ---------------------------------- | ------- | -------- |
| 1  | 24-05-1950 | Internationaux de France Paris | G. Chelem | Terre (ext.) | Enrique Morea | Patricia Canning Todd Bill Talbert | Forfait | Parcours |

## Parcours en Grand Chelem (partiel)
Si l’expression « Grand Chelem » désigne classiquement les quatre tournois les plus importants de l’histoire du tennis, elle n'est utilisée pour la première fois qu'en 1933, et n'acquiert la plénitude de son sens que peu à peu à partir des années 1950.

### En simple dames
| Année | Championnat d'Australie | Championnat d'Australie | Internationaux de France | Internationaux de France | Wimbledon       | Wimbledon       | US National    | US National   |
| ----- | ----------------------- | ----------------------- | ------------------------ | ------------------------ | --------------- | --------------- | -------------- | ------------- |
| 1948  | -                       | -                       | 2e tour (1/16)           | Mary Prentiss            | 3e tour (1/16)  | Joan Curry      | -              | -             |
| 1950  | -                       | -                       | 1/2 finale               | P. Canning Todd          | 1/4 de finale   | Doris Hart      | -              | -             |
| 1951  | -                       | -                       | 2e tour (1/16)           | Joy Gannon               | 4e tour (1/8)   | Kathleen Tuckey | -              | -             |
| 1953  | -                       | -                       | -                        | -                        | 3e tour (1/16)  | Dorothy Knode   | -              | -             |
| 1955  | -                       | -                       | -                        | -                        | 1er tour (1/64) | Leonie Brighton | -              | -             |
| 1956  | -                       | -                       | 2e tour (1/16)           | Jenny Staley             | 3e tour (1/16)  | Thea Hale       | -              | -             |
| 1957  | -                       | -                       | -                        | -                        | -               | -               | 2e tour (1/16) | Anne Shilcock |
| 1961  | -                       | -                       | 1er tour (1/64)          | Jeanine Lieffrig         | -               | -               | -              | -             |

À droite du résultat, l’ultime adversaire.

### En double dames
| Année | Championnat d'Australie | Championnat d'Australie | Internationaux de France     | Internationaux de France  | Wimbledon                     | Wimbledon                  | US National | US National |
| ----- | ----------------------- | ----------------------- | ---------------------------- | ------------------------- | ----------------------------- | -------------------------- | ----------- | ----------- |
| 1948  | -                       | -                       | 1/2 finale Helen Rihbany     | Shirley Fry Mary Prentiss | 1/2 finale Helen Rihbany      | Louise Brough M. Osborne   | -           | -           |
| 1950  | -                       | -                       | 2e tour (1/8) N. Morrison    | Nelly Adamson P. Todd     | 2e tour (1/16) N. Morrison    | Louise Brough M. Osborne   | -           | -           |
| 1951  | -                       | -                       | Finale B. Bartlett           | Shirley Fry Doris Hart    | 1/2 finale B. Rosenquest      | Shirley Fry Doris Hart     | -           | -           |
| 1953  | -                       | -                       | -                            | -                         | 2e tour (1/16) Dorothy Knode  | Mary Eyre Viola White      | -           | -           |
| 1955  | -                       | -                       | -                            | -                         | 2e tour (1/16) Doris Hart     | J. Middleton Doreen Spiers | -           | -           |
| 1956  | -                       | -                       | 2e tour (1/8) Gloria Butler  | Jenny Staley Fay Muller   | 1er tour (1/32) Gloria Butler | Jean Clarke Louise Snow    | -           | -           |
| 1961  | -                       | -                       | 2e tour (1/16) Gloria Butler | Robyn Ebbern Nell Hall    | -                             | -                          | -           | -           |

Sous le résultat, la partenaire ; à droite, l’ultime équipe adverse.

### En double mixte
| Année | Championnat d'Australie Open d'Australie | Championnat d'Australie Open d'Australie | Internationaux de France | Internationaux de France | Wimbledon                  | Wimbledon            | US National US Open | US National US Open |
| ----- | ---------------------------------------- | ---------------------------------------- | ------------------------ | ------------------------ | -------------------------- | -------------------- | ------------------- | ------------------- |
| 1950  | -                                        | -                                        | Victoire Enrique Morea   | P. Todd Bill Talbert     | -                          | -                    | -                   | -                   |
| 1956  | -                                        | -                                        | 3e tour (1/8) Don Candy  | Daphne Seeney T. Fancutt | -                          | -                    | -                   | -                   |
| 1972  | n/a                                      | n/a                                      | -                        | -                        | 1er tour (1/64) Vic Seixas | R. Giscafré G. Vilas | -                   | -                   |

Sous le résultat, le partenaire ; à droite, l’ultime équipe adverse.